# 감정평가
- “감정평가” 란 “토지등” 의 경제적 가치를 판정하여 그 결과를 가액(價額)으로 표시하는 것을 말한다. (「감정평가 및 감정평가사에 관한 법률」제2조제2호) 이때 “토지등” 이란 토지 및 그 정착물, 동산, 그 밖에 대통령령으로 정하는 재산과 이들에 관한 소유권 외의 권리를 말한다. (「감정평가 및 감정평가사에 관한 법률」제2조제1호)

- 감정평가 대상으로는 토지, 건물, 저작권, 산업재산권, 어업권, 양식업권, 광업권, 공장재단, 광업재단, 입목, 자동차, 건설기계, 선박, 항공기 등 부동산, 동산, 유·무형자산 등이 있다.

- 감정평가는 감정평가 대상물의 최유효이용을 전제로 해서, 그것의 시장가치를 추계하는 것을 말한다. 이에 덧붙여 시장가치뿐만 아니라, 다양한 권익의 가치에 대한 평가도 점차 늘어나고 있다.

- 감정평가를 업으로 하는 전문가를 감정평가사라고 하며, 감정평가사는 전문지식을 동원하여, 감정평가 대상의 비용, 가격, 소득 등을 근거로 가치를 추계하고 있다.

## 감정평가방식
감정평가사는 감정평가방식에 따라 감정평가를 한다. (「감정평가에 관한 규칙」제11조(감정평가방식))
1. 원가방식 : 원가법 및 적산법 등 비용성의 원리에 기초한 감정평가방식
2. 비교방식 : 거래사례비교법, 임대사례비교법 등 시장성의 원리에 기초한 감정평가방식 및 공시지가기준법
3. 수익방식 : 수익환원법 및 수익분석법 등 수익성의 원리에 기초한 감정평가방식

## 감정평가원리
1. 예상의 원리 : 감정평가 대상의 가치는 과거나 현재의 이용상태에 의해 결정되는 것이 아니라, 그것이 앞으로 어떻게 이용될 것인가에 대한 예상을 토대로 해서 결정됨
2. 변동의 원리 : 가치에 영향을 미치는 제 요인이 변동됨에 따라, 감정평가 대상의 가치도 달라지게 됨
3. 수요와 공급의 원리 : 가치는 수요와 공급의 상호작용에 의해 결정됨
4. 경쟁의 원리 : 경쟁에 따라 초과이윤이 없어지고 그 가치에 적합한 가격을 가지게됨. 즉 가치는 경쟁에 의해 결정됨
5. 대체의 원리 : 가치는 그것과 대체 관계에 있는 유사감정평가 대상의 영향을 받아서 결정됨
6. 기회비용의 원리 : 가치는 그것을 특정용도로 사용함으로써 사라진 대안적 이용에 지불하려는 대가에 의해 결정됨
7. 균형의 원리(비례의 원리) : 최대의 가치를 구현하기 위해서는 투입되는 생산요소의 결합비율이 적절한 균형을 이루고 있어야 함
8. 기여의 원리 : 가치는 각 구성부분이 감정평가 대상 전체의 가치에 기여한 정도를 전부 합한 것
9. 잉여생산성의 원리 : 가치는 감정평가 대상이 창출하는 소득 중 다른 생산요소의 사용대가를 지불하고 남은 잉여소득에 해당됨
10. 적합의 원리 : 감정평가 대상의 제 특성은 시장수요와 일치되거나 주변의 유사물과 어울릴 수 있을 때 높은 가치를 창출함
11. 외부성의 원리 : 가치는 감정평가 대상이 가지고 있는 내부적 특성뿐만 아니라, 주변의 외부적 요인에 의해도 영향을 받음

## 같이 보기
- 감정평가사